# Æggeleder
Æggelederne (lat. tuba uterina, græsk: Salpinx = "trompet") er to smalle rør der forbinder hunpattedyrs æggestokke med livmoderen. I menneskehunner er de ca. 0,5 cm. i diameter og ca. 10-12 cm i længde. Det er i æggelederne befrugtningen normalt foregår. Æggelederne blev første gang beskrevet videnskabeligt af den italienske læge Gabriele Falloppio (1523 – 1562). De har ingen homolog anatomi hos manden.

## Struktur
Æggelederen er en trompetformet struktur der forbinder en æggestok med livmoderen. Den har en meget varierende diameter, som er meget smal i nærheden af dens udgang fra livmoderen, med en gradvis tiltagende diameter, op til 6-8mm, hen mod æggestokken. Der er tale om et tyndt muskuløst rør, med en foldende intern slimhinde. Røret er blødt og glat.
Selveste æggelederen er opdelt i to dele, infundibulum, ampulla og isthmus. Infundibulum er den brede, tragtformede del henimod æggestokken og isthmus er den snævre, rørformede del henimod livmoderen. Ampulla er så overgangsstadiet imellem de to, og bliver gradvist breder imod infundibulum. Hver del har et hul ind til sit respektive organ; infundibulum har den 2mm brede (kan sammentrækkes) ostium abdominale tubae uterinae imellem æggelederen og æggestokken, som er omgivet af fimbriae og isthmus har ostium uterinum, som er ganske snæver med en diameter på kun 0,5 til 1mm. Der kan forekomme mere end et ostium abdominale tubae uterinae, som alle sammen ville være omgivet af være deres fimbriae.
Det skal bemærkes at ostium abdominale tubae uterinae ikke egentligt er et direkte hul imellem æggestokken og æggelederen, men i stedet bare en indgang til æggelederen. Ægcellen der frigives fra æggestokken frigives faktisk bare frit til rummet omkring denne, hvorefter den 'viftes' ind i æggelederen af fimbriae, som svulmes op med blod ved ægløsning.

### Beliggenhed og relationer
Æggelederen løber nogenlunde horisontalt ud fra livmoderens lateralkanter, henimod den nedre pol af æggestokken. Herefter krummer den sig omkring lateralkanten af æggestokken, og "tilhæfter" sig dennes øvre pol. Den er tilhæftet (og ophængt) samme bughindefold som livmoderen og æggestokkene, men har sin egen tynde fold af denne benævnt mesoalpinx.
I dens horisontale forløb kommer æggelederen til få superior relation til tarmslyngerne, anterior relation til urinblæren og posterior relation til endetarmen. Under dens krogforløb langs lateralsiden af æggestokken får den desuden også relation til bækkenvæggen, arteria og vena iliaca interna og i nogle tilfælde også blindtarmen. Ved løse ligamenter kan æggelederne, ligesom æggestokkene, bevæge sig meget frit i bækkenrummet, og dermed få relation under deres forløb med livmoderen, skeden og excavatio rectouterina.

## Ægløsning og befrugtning
Under ægløsningen bevæger det modne æg sig fra æggestokkene ned gennem æggelederne til livmoderen. Hvis der sker en befrugtning af ægget i denne periode vil det befrugtede æg (zygote) forblive i æggelederen i omkring tre dage før det fortsætter til livmoderen hvor det sætter sig ("implantation") fast og graviditeten fortsætter, det vil her have delt sig (mitotisk celledeling) til ca. 16 celler. Hvis ægget ikke får bevæget sig ned i livmoderen og i stedet sat sig fast i æggelederen kaldes det en ektopisk graviditet (el. "graviditet uden for livmoderen"), de vil normalt ikke være levedygtige og gå til grunde af sig selv. I nogle tilfælde kan det være livstruende og kræve kirurgisk indgreb.